# Miejscowości w rejonie rudniańskim (obwód smoleński)
W rejonie rudniańskim obwodu smoleńskiego Federacji Rosyjskiej znajduje się 212 miejscowości: 1 miasto, 1 osiedle typu miejskiego, 1 osiedle (typu wiejskiego), 1 wieś (ros. село i 199 wsi (ros. деревня. Położone są w granicach 6 jednostek administracyjnych (osiedli):
| Nazwa jednostki administracyjnej | Typ jednostki    | Liczba miejscowości | Miejscowości | Uwagi                                            |
| -------------------------------- | ---------------- | ------------------- | --- | ------------------------------------------------ |
| Rudnianskoje                     | osiedle miejskie | 1                   | Rudnia | miasto, stolica rejonu                           |
| Gołynkowskoje                    | osiedle miejskie | 1                   | Gołynki | osiedle typu miejskiego                          |
| Czistikowskoje                   | osiedle wiejskie | 42                  | Ancyforowo, Chołmok, Czistik, Dubrowo, Dworiszcze, Gorbuszy, Granki, Jelnia, Ignatowka, Kisłowka, Koczany, Koncy, Korobanowo, Lelekwinskaja, Leszno, Molewo, Morozowka, Moskalenki, Nadwa, Oburog, Ordowka, Osiapy, Palcewo, Płoskoje, Priwolje, Rasswiet, Rokot, Ryżykowo, Słoboda, Smolaki, Smoligowka, Staszki, Staszkowo, Suflanowo, Sutoki, Szerowiczi, Tietieri, Triegubowka, Udowki, Wysokaja Żar, Zagotino, Żywolewo | wyłącznie wioski                                 |
| Lubawiczskoje                    | osiedle wiejskie | 50                  | Bieriezino, Błażkino, Bolszaja Bieriezina, Borodino, Bystrowka, Cegielnia, Centnierowka, Chalutino, Chomino, Czuszai, Driagili, Dubrowka, Golaszowo, Izubri, Jelisiejewka, Jefriemowo, Kazimirowo, Kienowo, Klemiatino, Komintiern, Korolewo, Koty, Lisikty, Lubawiczi, Makarowka, Małaja Bieriezina, Mochnaczi, Makowskoje, Morgi, Niewzuczje, Piezoły, Portasowo, Sieriedki, Sitowszczina, Słoboda, Słobodiszcze, Soboli, Sołowji, Staraja Striełka, Starodubowszczina, Szełkowo, Szubki, Szyłowo, Wołkowo, Zagorje, Założje, Zaoliszcze, Zarieczje, Zorczino, Zui | wyłącznie wioski, bez zlikwidowanej wsi Mazaniki |
| Pieriewołoczskoje                | osiedle wiejskie | 27                  | Biel, Butrowo, Chrapaki, Diemientiejewo, Diewino, Dubrowka, Kartaszewiczi, Krasnyj Dwor, Krugłowka, Kudricy, Mierwino, Mikulino, Mogilno, Odrino, Pieriewołoczje, Pieski, Samsoncy, Sieliwonienki, Sołoniec, Stai, Timoszenki, Tubolcy, Tur, Zaborje, Zadniaja, Zaozierje, Zatiesy | wyłącznie wioski                                 |
| Ponizowskoje                     | osiedle wiejskie | 91                  | Abramowo, Aniśki, Babotki, Bałyki, Bielskoje, Bojarszczina, Bojarszczina, Bor, Bordadyny, Borki, Bratyszki, Brusy, Chochły, Chołmy, Darowaja, Diundino, Dubrowo, Faszczewo, Gari, Głomazdino, Gubniki, Guby, Iwniki, Kadomy, Kamienka, Klarinowo, Klimienki, Korbany, Korowki, Korżani, Koszewatka, Koszewiczi, Kozły, Kudino-Słoboda, Kuprijanowo, Lewyki, Leżujewo, Lnozawoda, Ładygi, Łapieki, Łużki, Niegowka, Nikolinki, Nikoncy, Niwki, Niżnije Chrapuny, Nowoje Myszkowo, Nowosiołki, Obrok, Osowo, Owsianaja Niwa, Paszki, Pieczki, Poczinok, Połowino, Ponażewo, Ponizowje, Ponizowje, Popara, Potipy, Raspopy, Rodźkino, Safronowo, Sapcy, Sielco, Sieleczki, Siemiencewo, Siłujanowo, Sitniki, Skubiatino, Skugriewo, Słoboda, Somienki, Staroje Myszkowo, Stwolino, Strielicy, Suborowo, Suchaja Polenica, Surmilicy, Swaricha, Szapki, Szarki, Szatiłowo, Szmyri, Tielapni, Trubiłowo, Uzgorki, Wierchnije Chrapuny, Wołki, Wołoty, Zujewo | sieło Ponizowje, osiedle Lnozawoda i 89 wioski   |

## Miejscowości według liczby mieszkańców
Z danych spisu ludności z 2010 roku 48 miejscowości nikt nie zamieszkiwał.
Według danych z 2020 roku rejon rudniański zamieszkiwało 22190 osób, co daje gęstość zaludnienia wynoszącą 12,56 os./km².
| Nazwa miejscowości | Liczba ludności | Uwagi          |
| ------------------ | --------------- | -------------- |
| Rudnia             | 9463            | dane z 2020 r. |
| Gołynki            | 3262            | dane z 2020 r. |
| Czistik            | 848             |                |
| Ponizowje          | 842             | sieło          |
| Bieriezino         | 764             |                |
| Szerowiczi         | 630             |                |
| Kazimirowo         | 545             |                |
| Smoligowka         | 530             |                |
| Lubawiczi          | 448             |                |
| Krasnyj Dwor       | 436             |                |
| Stai               | 390             |                |
| Krugłowka          | 295             |                |
| Pieriewołoczje     | 274             |                |
| Borki              | 251             |                |
| Leszno             | 250             |                |
| Granki             | 243             | dane z 2007 r. |
| Suflanowo          | 226             |                |
| Kartaszewiczi      | 222             |                |
| Klarinowo          | 217             |                |
| Staszki            | 209             |                |

## Miejscowości według powierzchni
| Nazwa miejscowości | Powierzchnia (ha) |
| ------------------ | ----------------- |
| Rudnia             | 1700              |
| Bieriezino         | 441               |
| Gołynki            | 417               |
| Stai               | 350               |
| Kazimirowo         | 324               |
| Mikulino           | 206               |
| Krugłowka          | 160               |
| Zaborje            | 160               |
| Lubawiczi          | 144               |
| Szerowiczi         | 134               |
| Smoligowka         | 130               |
| Wołkowo            | 130               |
| Ryżykowo           | 115               |
| Tietieri           | 112               |
| Krasnyj Dwor       | 107               |
| Nowosiołki         | 104               |
| Dubrowka           | 103               |
| Szatiłowo          | 103               |
| Bojarszczina       | 102               |
| Zaozierje          | 102               |